# Equipos participantes en la Copa Asiática 2019
Los equipos participantes en la Copa Asiática 2019 son las 24 selecciones que tomarán parte de la decimoséptima edición de la Copa Asiática a realizarse en los Emiratos Árabes Unidos, 23 de las cuales lograron su clasificación vía torneos clasificatorios que se unen a la selección del país anfitrión.

## Grupo A

### Emiratos Árabes Unidos
Entrenador:  Alberto Zaccheroni
La plantilla final se anunció el 23 de diciembre de 2018. Mahmoud Khamees fue reemplazado por Al Hassan Saleh el 25 de diciembre de 2018. Rayan Yaslam fue reemplazado por Mohammed Khalvan el 31 de diciembre debido a una lesión.
| No. | Pos. | Jugador              | Fecha de nacimiento (edad)         | Apa. | Goles | Club           |
| --- | ---- | -------------------- | ---------------------------------- | ---- | ----- | -------------- |
| 1   | POR  | Ali Khasif           | 9 de junio de 1987 (31 años)       | 52   | 0     | Al-Jazira      |
| 2   | MED  | Ali Salmeen          | 4 de febrero de 1995 (23 años)     | 15   | 1     | Al-Wasl        |
| 3   | DEF  | Walid Abbas          | 11 de junio de 1985 (33 años)      | 78   | 5     | Shabab Al-Ahli |
| 4   | DEF  | Khalifa Mubarak      | 30 de octubre de 1993 (25 años)    | 11   | 0     | Al-Nasr        |
| 5   | MED  | Amer Abdulrahman     | 3 de julio de 1989 (29 años)       | 73   | 2     | Al-Ain         |
| 6   | DEF  | Fares Juma           | 30 de diciembre de 1988 (30 años)  | 45   | 2     | Al-Jazira      |
| 7   | DEL  | Ali Mabkhout         | 5 de octubre de 1990 (28 años)     | 73   | 46    | Al-Jazira      |
| 8   | MED  | Majed Hassan         | 1 de agosto de 1992 (26 años)      | 33   | 2     | Shabab Al-Ahli |
| 9   | DEF  | Bandar Al-Ahbabi     | 9 de julio de 1990 (28 años)       | 6    | 0     | Al-Ain         |
| 10  | DEL  | Ismail Matar capitán | 7 de abril de 1983 (35 años)       | 123  | 42    | Al-Wahda       |
| 11  | DEL  | Ahmed Khalil         | 8 de junio de 1991 (27 años)       | 99   | 46    | Shabab Al-Ahli |
| 12  | DEF  | Khalifa Al-Hammadi   | 7 de noviembre de 1998 (20 años)   | 0    | 0     | Al-Jazira      |
| 13  | MED  | Khamis Esmaeel       | 16 de agosto de 1989 (29 años)     | 70   | 0     | Al-Wasl        |
| 14  | MED  | Mohammed Khalvan     | 29 de diciembre de 1992 (26 años)  | 0    | 0     | Al-Fujairah    |
| 15  | MED  | Ismail Al Hammadi    | 1 de julio de 1988 (30 años)       | 96   | 13    | Shabab Al-Ahli |
| 16  | MED  | Mohamed Abdulrahman  | 4 de febrero de 1989 (29 años)     | 29   | 1     | Al-Ain         |
| 17  | POR  | Khalid Eisa          | 15 de septiembre de 1989 (29 años) | 39   | 0     | Al-Ain         |
| 18  | DEF  | Al Hassan Saleh      | 25 de junio de 1991 (27 años)      | 3    | 1     | Al-Sharjah     |
| 19  | DEF  | Ismail Ahmed         | 7 de julio de 1983 (35 años)       | 34   | 2     | Al-Ain         |
| 20  | MED  | Saif Rashid          | 25 de noviembre de 1994 (24 años)  | 3    | 1     | Al-Sharjah     |
| 21  | MED  | Khalfan Mubarak      | 9 de mayo de 1995 (23 años)        | 5    | 0     | Al-Jazira      |
| 22  | POR  | Mohamed Al-Shamsi    | 4 de enero de 1997 (22 años)       | 1    | 0     | Al-Wahda       |
| 23  | DEF  | Mohamed Ahmed        | 16 de abril de 1989 (29 años)      | 62   | 0     | Al-Ain         |

### Tailandia
Entrenador:  Milovan Rajevac (6 de enero de 2019) /  Sirisak Yodyardthai (desde el 10 de enero de 2019) 
La plantilla provisional de 27 jugadores fue anunciada el 14 de diciembre de 2018. La plantilla fue reducida a 26 jugadores el 26 de diciembre después de que Kawin Thamsatchanan fuera excluido por lesión. La plantilla final se anunció el 27 de diciembre de 2018. Tras el partido inicial, el entrenador Milovan Rajevac fue despedido y sustituido por Sirisak Yodyardthai el 7 de enero de 2019.
| No. | Pos. | Jugador                 | Fecha de nacimiento (edad)         | Apa. | Goles | Club              |
| --- | ---- | ----------------------- | ---------------------------------- | ---- | ----- | ----------------- |
| 1   | POR  | Chatchai Budprom        | 4 de febrero de 1987 (31 años)     | 7    | 0     | BG Pathum United  |
| 2   | MED  | Sasalak Haiprakhon      | 8 de enero de 1995 (23 años)       | 4    | 0     | Buriram United    |
| 3   | DEF  | Theerathon Bunmathan    | 6 de febrero de 1990 (28 años)     | 52   | 5     | Muangthong United |
| 4   | DEF  | Chalermpong Kerdkaew    | 7 de octubre de 1986 (32 años)     | 16   | 0     | Nakhon Ratchasima |
| 5   | DEF  | Adisorn Promrak         | 21 de octubre de 1993 (25 años)    | 27   | 0     | Muangthong United |
| 6   | DEF  | Pansa Hemviboon         | 8 de julio de 1990 (28 años)       | 15   | 4     | Buriram United    |
| 7   | MED  | Sumanya Purisai         | 5 de diciembre de 1986 (32 años)   | 18   | 0     | Bangkok United    |
| 8   | MED  | Thitipan Puangchan      | 1 de septiembre de 1993 (25 años)  | 24   | 5     | BG Pathum United  |
| 9   | DEL  | Adisak Kraisorn         | 1 de febrero de 1991 (27 años)     | 33   | 16    | Muangthong United |
| 10  | DEL  | Teerasil Dangda capitán | 6 de junio de 1988 (30 años)       | 95   | 42    | Muangthong United |
| 11  | DEF  | Korrakot Wiriyaudomsiri | 19 de enero de 1988 (30 años)      | 10   | 1     | Buriram United    |
| 12  | DEL  | Chananan Pombuppha      | 17 de marzo de 1992 (26 años)      | 7    | 0     | Suphanburi        |
| 13  | POR  | Saranon Anuin           | 24 de marzo de 1994 (24 años)      | 0    | 0     | Chiangrai United  |
| 14  | MED  | Sanrawat Dechmitr       | 3 de agosto de 1989 (29 años)      | 27   | 0     | Bangkok United    |
| 15  | DEF  | Suphan Thongsong        | 26 de agosto de 1994 (24 años)     | 2    | 0     | Suphanburi        |
| 16  | DEF  | Mika Chunuonsee         | 26 de marzo de 1989 (29 años)      | 4    | 0     | Bangkok United    |
| 17  | MED  | Tanaboon Kesarat        | 21 de septiembre de 1993 (25 años) | 40   | 1     | BG Pathum United  |
| 18  | MED  | Chanathip Songkrasin    | 5 de octubre de 1993 (25 años)     | 46   | 5     | Consadole Sapporo |
| 19  | DEF  | Tristan Do              | 31 de enero de 1993 (25 años)      | 24   | 0     | Bangkok United    |
| 20  | DEL  | Siroch Chatthong        | 8 de diciembre de 1992 (26 años)   | 24   | 3     | PT Prachuap       |
| 21  | MED  | Pokklaw Anan            | 4 de marzo de 1991 (27 años)       | 40   | 6     | Bangkok United    |
| 22  | DEL  | Supachai Jaided         | 1 de diciembre de 1998 (20 años)   | 8    | 3     | Buriram United    |
| 23  | POR  | Siwarak Tedsungnoen     | 20 de abril de 1984 (34 años)      | 13   | 0     | Buriram United    |

### India
Entrenador:  Stephen Constantine
La plantilla provisional de 34 jugadores fue anunciada el 12 de diciembre de 2018. La plantilla fue reducida a 28 jugadores el 19 de diciembre de. La plantilla final se anunció el 26 de diciembre de 2018.
| No. | Pos. | Jugador               | Fecha de nacimiento (edad)         | Apa. | Goles | Club             |
| --- | ---- | --------------------- | ---------------------------------- | ---- | ----- | ---------------- |
| 1   | POR  | Gurpreet Singh Sandhu | 3 de febrero de 1992 (26 años)     | 26   | 0     | Bengaluru        |
| 2   | DEF  | Salam Ranjan Singh    | 4 de diciembre de 1995 (23 años)   | 10   | 0     | East Bengal      |
| 3   | DEF  | Subhasish Bose        | 18 de agosto de 1995 (23 años)     | 9    | 0     | Mumbai City      |
| 4   | DEF  | Sarthak Golui         | 3 de noviembre de 1997 (21 años)   | 3    | 0     | Pune City        |
| 5   | DEF  | Sandesh Jhingan       | 21 de julio de 1993 (25 años)      | 27   | 4     | Kerala Blasters  |
| 6   | MED  | Germanpreet Singh     | 24 de junio de 1996 (22 años)      | 3    | 0     | Chennaiyin       |
| 7   | MED  | Anirudh Thapa         | 15 de enero de 1998 (20 años)      | 10   | 0     | Chennaiyin       |
| 8   | MED  | Vinit Rai             | 10 de noviembre de 1997 (21 años)  | 6    | 0     | Delhi Dynamos    |
| 9   | DEL  | Sumeet Passi          | 12 de septiembre de 1994 (24 años) | 6    | 1     | Jamshedpur       |
| 10  | DEL  | Balwant Singh         | 15 de diciembre de 1986 (32 años)  | 9    | 3     | ATK              |
| 11  | DEL  | Sunil Chhetri         | 3 de agosto de 1984 (34 años)      | 103  | 65    | Bengaluru        |
| 12  | DEL  | Jeje Lalpekhlua       | 7 de enero de 1991 (27 años)       | 52   | 22    | Chennaiyin       |
| 13  | MED  | Ashique Kuruniyan     | 14 de junio de 1997 (21 años)      | 8    | 1     | Pune City        |
| 14  | MED  | Pronay Halder         | 25 de febrero de 1993 (25 años)    | 11   | 1     | ATK              |
| 15  | MED  | Udanta Singh          | 14 de junio de 1996 (22 años)      | 13   | 1     | Bengaluru        |
| 16  | POR  | Vishal Kaith          | 22 de julio de 1996 (22 años)      | 4    | 0     | Pune City        |
| 17  | MED  | Rowllin Borges        | 5 de junio de 1992 (26 años)       | 25   | 1     | NorthEast United |
| 18  | MED  | Jackichand Singh      | 17 de marzo de 1992 (26 años)      | 16   | 3     | Goa              |
| 19  | MED  | Halicharan Narzary    | 10 de mayo de 1994 (24 años)       | 21   | 1     | Kerala Blasters  |
| 20  | DEF  | Pritam Kotal          | 8 de septiembre de 1993 (25 años)  | 28   | 0     | Delhi Dynamos    |
| 21  | DEF  | Narayan Das           | 25 de septiembre de 1993 (25 años) | 28   | 1     | Delhi Dynamos    |
| 22  | DEF  | Anas Edathodika       | 15 de febrero de 1987 (31 años)    | 10   | 0     | Kerala Blasters  |
| 23  | POR  | Amrinder Singh        | 27 de mayo de 1993 (25 años)       | 2    | 0     | Mumbai City      |

### Baréin
Entrenador:  Miroslav Soukup
La plantilla provisional de 28 jugadores fue anunciada el 7 de diciembre de 2018. La plantilla final se anunció el 27 de diciembre de 2018.
| No. | Pos. | Jugador             | Fecha de nacimiento (edad)         | Apa. | Goles | Club         |
| --- | ---- | ------------------- | ---------------------------------- | ---- | ----- | ------------ |
| 1   | POR  | Sayed Shubbar Alawi | 11 de agosto de 1985 (33 años)     | 8    | 0     | Al-Najma     |
| 2   | DEF  | Sayed Baqer         | 14 de abril de 1994 (24 años)      | 5    | 0     | Al-Nasr      |
| 3   | DEF  | Waleed Al Hayam     | 3 de febrero de 1991 (27 años)     | 46   | 0     | Al-Muharraq  |
| 4   | MED  | Sayed Dhiya Saeed   | 17 de julio de 1992 (26 años)      | 66   | 5     | Al-Nasr      |
| 5   | DEF  | Hamad Al-Shamsan    | 29 de septiembre de 1997 (21 años) | 0    | 0     | Al-Riffa     |
| 6   | DEF  | Ahmed Merza         | 24 de febrero de 1991 (27 años)    | 0    | 0     | Al-Hidd      |
| 7   | MED  | Abdulwahab Al-Safi  | 4 de junio de 1984 (34 años)       | 82   | 1     | Al-Muharraq  |
| 8   | MED  | Mohamed Marhoon     | 12 de febrero de 1998 (20 años)    | 0    | 0     | Al-Riffa     |
| 9   | DEL  | Mahdi Al-Humaidan   | 19 de mayo de 1993 (25 años)       | 0    | 0     | Al-Ahli      |
| 10  | DEL  | Abdulla Yusuf Helal | 12 de junio de 1993 (25 años)      | 37   | 3     | Bohemians    |
| 11  | MED  | Ali Madan           | 30 de noviembre de 1995 (23 años)  | 17   | 3     | Al-Najma     |
| 12  | DEF  | Ahmed Juma          | 8 de octubre de 1992 (26 años)     | 3    | 0     | Al-Muharraq  |
| 13  | DEL  | Mohamed Al Romaihi  | 9 de septiembre de 1990 (28 años)  | 8    | 2     | Manama Club  |
| 14  | MED  | Ali Haram           | 11 de diciembre de 1988 (30 años)  | 3    | 0     | Al-Riffa     |
| 15  | MED  | Jasim Al-Shaikh     | 1 de febrero de 1996 (22 años)     | 1    | 0     | Al-Ahli      |
| 16  | DEF  | Sayed Redha Isa     | 7 de agosto de 1994 (24 años)      | 13   | 0     | Al-Riffa     |
| 17  | DEF  | Ahmed Bughammar     | 30 de diciembre de 1997 (21 años)  | 3    | 0     | Al-Hidd      |
| 18  | DEF  | Ahmed Abdulla       | 1 de abril de 1987 (31 años)       | 17   | 0     | Al-Najma     |
| 19  | MED  | Komail Al Aswad     | 8 de abril de 1994 (24 años)       | 26   | 2     | Al-Riffa     |
| 20  | DEL  | Sami Al-Husaini     | 29 de septiembre de 1989 (29 años) | 53   | 7     | East Riffa   |
| 21  | POR  | Yusuf Habib         | 9 de enero de 1998 (20 años)       | 0    | 0     | Malkiya Club |
| 22  | POR  | Abdulkarim Fardan   | 25 de abril de 1992 (26 años)      | 0    | 0     | Al-Riffa     |
| 23  | MED  | Jamal Rashed        | 7 de noviembre de 1988 (30 años)   | 30   | 4     | Al-Muharraq  |

## Grupo B

### Australia
Entrenador: Graham Arnold
La plantilla final se anunció el 20 de diciembre de 2018. El 24 de diciembre de 2018, James Jeggo fue seleccionado tras la lesión de Aaron Mooy. El 2 de enero de 2019, Martin Boyle fue sustituido por Apostolos Giannou debido a una lesión.
| No. | Pos. | Jugador               | Fecha de nacimiento (edad)         | Apa. | Goles | Club                     |
| --- | ---- | --------------------- | ---------------------------------- | ---- | ----- | ------------------------ |
| 1   | POR  | Mathew Ryan           | 9 de abril de 1992 (26 años)       | 49   | 0     | Brighton & Hove Albion   |
| 2   | DEF  | Milos Degenek         | 28 de abril de 1994 (24 años)      | 19   | 0     | Red Star Belgrade        |
| 3   | DEF  | Alex Gersbach         | 8 de mayo de 1997 (21 años)        | 5    | 0     | Rosenborg BK             |
| 4   | DEF  | Rhyan Grant           | 26 de febrero de 1991 (27 años)    | 1    | 0     | Sydney FC                |
| 5   | DEF  | Mark Milligan capitán | 4 de agosto de 1985 (33 años)      | 73   | 6     | Hibernian                |
| 6   | DEF  | Matthew Jurman        | 8 de diciembre de 1989 (29 años)   | 5    | 0     | Al-Ittihad               |
| 7   | DEL  | Mathew Leckie         | 4 de febrero de 1991 (27 años)     | 59   | 9     | Hertha BSC               |
| 8   | MED  | Massimo Luongo        | 25 de julio de 1992 (26 años)      | 38   | 6     | QPR                      |
| 9   | DEL  | Jamie Maclaren        | 29 de julio de 1993 (25 años)      | 7    | 0     | Hibernian                |
| 10  | DEL  | Robbie Kruse          | 5 de octubre de 1988 (30 años)     | 69   | 5     | VfL Bochum               |
| 11  | DEL  | Andrew Nabbout        | 17 de diciembre de 1992 (26 años)  | 7    | 1     | Urawa Red Diamonds       |
| 12  | POR  | Mitchell Langerak     | 22 de agosto de 1988 (30 años)     | 8    | 0     | Nagoya Grampus           |
| 13  | MED  | James Jeggo           | 12 de febrero de 1992 (26 años)    | 1    | 0     | Austria Wien             |
| 14  | DEL  | Apostolos Giannou     | 1 de enero de 1990 (29 años)       | 6    | 1     | AEK Larnaca              |
| 15  | DEL  | Chris Ikonomidis      | 4 de mayo de 1995 (23 años)        | 6    | 0     | Perth Glory              |
| 16  | DEF  | Aziz Behich           | 16 de diciembre de 1990 (28 años)  | 29   | 2     | PSV                      |
| 17  | MED  | Mustafa Amini         | 20 de abril de 1993 (25 años)      | 4    | 0     | AGF                      |
| 18  | POR  | Danny Vukovic         | 27 de marzo de 1985 (33 años)      | 3    | 0     | Genk                     |
| 19  | DEF  | Josh Risdon           | 27 de julio de 1992 (26 años)      | 13   | 0     | Western Sydney Wanderers |
| 20  | DEF  | Trent Sainsbury       | 5 de enero de 1992 (27 años)       | 41   | 3     | PSV                      |
| 21  | DEL  | Awer Mabil            | 15 de septiembre de 1995 (23 años) | 3    | 1     | Midtjylland              |
| 22  | MED  | Jackson Irvine        | 7 de marzo de 1993 (25 años)       | 24   | 2     | Hull City                |
| 23  | MED  | Tom Rogic             | 16 de diciembre de 1992 (26 años)  | 42   | 8     | Celtic                   |

### Siria
Entrenador:  Bernd Stange (6–10 de enero de 2019) /  Fajr Ibrahim (desde el 15 de enero de 2019) 
La plantilla final se anunció el 23 de diciembre de 2018. Bernd Stange fue despedido y sustituido por Fajr Ibrahim, tras la derrota contra Jordania.
| No. | Pos. | Jugador               | Fecha de nacimiento (edad)      | Apa. | Goles | Club              |
| --- | ---- | --------------------- | ------------------------------- | ---- | ----- | ----------------- |
| 1   | POR  | Ibrahim Alma          | 18 de octubre de 1991 (27 años) | 43   | 0     | Al-Wahda          |
| 2   | DEF  | Ahmad Al Salih        | 20 de mayo de 1989 (29 años)    | 40   | 2     | Ahed              |
| 3   | DEF  | Moayad Ajan           | 1 de enero de 1993 (26 años)    | 42   | 1     | Al-Jazeera        |
| 4   | DEF  | Jehad Al Baour        | 27 de junio de 1987 (31 años)   | 21   | 0     | Al-Riffa          |
| 5   | DEF  | Omar Midani           | 26 de enero de 1994 (24 años)   | 30   | 1     | Pyramids          |
| 6   | DEF  | Amro Jenyat           | 15 de enero de 1993 (25 años)   | 17   | 0     | Al-Shabab         |
| 7   | MED  | Omar Kharbin          | 15 de enero de 1994 (24 años)   | 37   | 16    | Al-Hilal          |
| 8   | MED  | Mahmoud Al-Mawas      | 1 de enero de 1993 (26 años)    | 54   | 8     | Umm Salal SC      |
| 9   | DEL  | Omar Al Somah         | 23 de marzo de 1990 (28 años)   | 17   | 7     | Al-Ahli           |
| 10  | MED  | Mohammed Osman        | 1 de enero de 1993 (26 años)    | 6    | 0     | Heracles Almelo   |
| 11  | MED  | Osama Omari           | 10 de enero de 1992 (26 años)   | 29   | 5     | Qatar SC          |
| 12  | DEF  | Hussein Jwayed        | 1 de enero de 1993 (26 años)    | 19   | 0     | Al-Zawra'a        |
| 13  | DEF  | Nadim Sabagh          | 4 de agosto de 1985 (33 años)   | 43   | 4     | Tishreen          |
| 14  | MED  | Tamer Haj Mohamad     | 3 de abril de 1988 (30 años)    | 25   | 1     | Ohod              |
| 15  | DEF  | Abdul Malek Al Anizan | 25 de febrero de 1989 (29 años) | 5    | 0     | Al-Jaish          |
| 16  | MED  | Ahmed Ashkar          | 1 de enero de 1996 (23 años)    | 9    | 0     | Al-Jaish          |
| 17  | MED  | Youssef Kalfa         | 14 de mayo de 1993 (25 años)    | 19   | 1     | Al-Hazem          |
| 18  | MED  | Zaher Midani          | 13 de abril de 1987 (31 años)   | 52   | 2     | Al-Quwa Al-Jawiya |
| 19  | DEL  | Mardik Mardikian      | 14 de marzo de 1992 (26 años)   | 26   | 3     | Al-Jazeera        |
| 20  | MED  | Khaled Mobayed        | 10 de enero de 1993 (25 años)   | 29   | 2     | Al-Wahda          |
| 21  | MED  | Fahd Youssef          | 15 de mayo de 1987 (31 años)    | 22   | 0     | Al-Sailiya        |
| 22  | POR  | Mahmoud Al-Youssef    | 20 de enero de 1988 (30 años)   | 4    | 0     | Al-Jabalain       |
| 23  | POR  | Ahmad Madania         | 1 de enero de 1990 (29 años)    | 7    | 0     | Al-Jaish          |

### Palestina
Entrenador:  Noureddine Ould Ali
La plantilla provisional de 28 jugadores fue anunciada el 5 de diciembre de 2018. La plantilla final se anunció el 26 de diciembre de 2018.
| No. | Pos. | Jugador                   | Fecha de nacimiento (edad)        | Apa. | Goles | Club                |
| --- | ---- | ------------------------- | --------------------------------- | ---- | ----- | ------------------- |
| 1   | POR  | Tawfiq Ali                | 8 de noviembre de 1990 (28 años)  | 30   | 0     | Taraji Wadi Al-Nes  |
| 2   | DEF  | Daniel Mustafá            | 2 de agosto de 1984 (34 años)     | 4    | 0     | Sarmiento de Leones |
| 3   | MED  | Mohammed Bassim           | 3 de julio de 1995 (23 años)      | 7    | 0     | Shabab Al-Bireh     |
| 4   | DEF  | Mohammed Saleh            | 18 de julio de 1993 (25 años)     | 9    | 0     | Floriana FC         |
| 5   | DEF  | Tamer Salah               | 3 de abril de 1986 (32 años)      | 18   | 0     | Hilal Al-Quds       |
| 6   | MED  | Shadi Shaban              | 2 de marzo de 1992 (26 años)      | 15   | 0     | Ahli Al-Khaleel     |
| 7   | DEF  | Musab Al-Battat           | 21 de noviembre de 1993 (25 años) | 31   | 1     | Ahli Al-Khaleel     |
| 8   | MED  | Jonathan Cantillana       | 26 de mayo de 1992 (26 años)      | 20   | 9     | Hilal Al-Quds       |
| 9   | MED  | Tamer Seyam               | 25 de noviembre de 1992 (26 años) | 31   | 5     | Hassania Agadir     |
| 10  | MED  | Sameh Maraaba             | 28 de noviembre de 1992 (26 años) | 29   | 9     | Thaqafi Tulkarem    |
| 11  | DEL  | Yashir Islame             | 6 de febrero de 1991 (27 años)    | 12   | 6     | Coquimbo Unido      |
| 12  | DEL  | Khaled Salem              | 17 de noviembre de 1989 (29 años) | 24   | 3     | Markaz Balata       |
| 13  | DEF  | Jaka Ihbeisheh            | 29 de agosto de 1986 (32 años)    | 15   | 3     | NK Bravo            |
| 14  | DEF  | Abdullah Jaber            | 17 de febrero de 1993 (25 años)   | 41   | 2     | Ahli Al-Khaleel     |
| 15  | DEF  | Abdelatif Bahdari capitán | 20 de febrero de 1984 (34 años)   | 58   | 8     | Shabab Al-Khalil    |
| 16  | POR  | Amr Kaddoura              | 1 de julio de 1994 (24 años)      | 0    | 0     | Landskrona BoIS     |
| 17  | MED  | Pablo Tamburrini          | 30 de enero de 1990 (28 años)     | 18   | 1     | Shabab Al-Bireh     |
| 18  | MED  | Oday Dabbagh              | 3 de diciembre de 1998 (20 años)  | 9    | 1     | Hilal Al-Quds       |
| 19  | DEL  | Mahmoud Wadi              | 19 de diciembre de 1994 (24 años) | 5    | 0     | Al-Masry            |
| 20  | MED  | Nazmi Albadawi            | 24 de agosto de 1991 (27 años)    | 2    | 1     | FC Cincinnati       |
| 21  | DEF  | Alexis Norambuena         | 31 de marzo de 1984 (34 años)     | 16   | 1     | Deportes Melipilla  |
| 22  | POR  | Rami Hamadeh              | 24 de marzo de 1994 (24 años)     | 16   | 0     | Hilal Al-Quds       |
| 23  | MED  | Mohammed Darweesh         | 2 de junio de 1991 (27 años)      | 24   | 0     | Hilal Al-Quds       |

### Jordania
Entrenador:  Vital Borkelmans
La plantilla provisional de 29 jugadores fue anunciada el 13 de diciembre de 2018. La plantilla final se anunció el 26 de diciembre de 2018. Yazan Thalji fue sustituido por Ihsan Haddad el 5 de enero de 2019 debido a una lesión.
| No. | Pos. | Jugador             | Fecha de nacimiento (edad)        | Apa. | Goles | Club              |
| --- | ---- | ------------------- | --------------------------------- | ---- | ----- | ----------------- |
| 1   | POR  | Amer Shafi capitán  | 10 de febrero de 1982 (36 años)   | 139  | 1     | Shabab Al-Ordon   |
| 2   | DEF  | Feras Shelbaieh     | 27 de noviembre de 1993 (25 años) | 8    | 0     | Al-Jazeera        |
| 3   | DEF  | Tareq Khattab       | 6 de mayo de 1992 (26 años)       | 43   | 1     | Al-Salmiya        |
| 4   | MED  | Baha' Abdel-Rahman  | 5 de enero de 1987 (32 años)      | 114  | 5     | Al-Faisaly        |
| 5   | DEF  | Yazan Abu Arab      | 31 de enero de 1996 (22 años)     | 11   | 0     | Al-Jazeera        |
| 6   | MED  | Saeed Murjan        | 10 de febrero de 1990 (28 años)   | 76   | 7     | Al-Wehdat         |
| 7   | MED  | Yousef Al-Rawashdeh | 14 de marzo de 1990 (28 años)     | 45   | 4     | Al-Faisaly        |
| 8   | MED  | Obaida Al-Samarneh  | 17 de febrero de 1992 (26 años)   | 15   | 0     | Al-Wehdat         |
| 9   | DEL  | Baha' Faisal        | 30 de mayo de 1995 (23 años)      | 23   | 4     | Al-Wehdat         |
| 10  | MED  | Ahmed Samir         | 27 de marzo de 1991 (27 años)     | 42   | 4     | Al-Jazeera        |
| 11  | MED  | Yaseen Al-Bakhit    | 24 de marzo de 1989 (29 años)     | 40   | 5     | Dibba Al-Fujairah |
| 12  | POR  | Ahmed Abdel-Sattar  | 6 de julio de 1984 (34 años)      | 13   | 0     | Al-Jazeera        |
| 13  | MED  | Khalil Bani Attiah  | 8 de junio de 1991 (27 años)      | 64   | 7     | Al-Faisaly        |
| 14  | MED  | Ahmed Al-Ersan      | 12 de junio de 1996 (22 años)     | 3    | 0     | Al-Faisaly        |
| 15  | DEF  | Bara' Marei         | 13 de abril de 1994 (24 años)     | 4    | 0     | Al-Faisaly        |
| 16  | MED  | Saleh Rateb         | 18 de diciembre de 1994 (24 años) | 6    | 0     | Al-Wehdat         |
| 17  | DEF  | Mohammad Al-Basha   | 5 de febrero de 1988 (30 años)    | 12   | 0     | Al-Wehdat         |
| 18  | MED  | Musa Al-Taamari     | 10 de junio de 1997 (21 años)     | 21   | 3     | APOEL             |
| 19  | DEF  | Anas Bani Yaseen    | 29 de noviembre de 1988 (30 años) | 81   | 4     | Al-Faisaly        |
| 20  | DEL  | Odai Khadr          | 20 de marzo de 1991 (27 años)     | 9    | 0     | Dhofar            |
| 21  | DEF  | Salem Al-Ajalin     | 18 de febrero de 1988 (30 años)   | 4    | 0     | Al-Faisaly        |
| 22  | POR  | Moataz Yaseen       | 3 de noviembre de 1982 (36 años)  | 20   | 0     | Al-Faisaly        |
| 23  | MED  | Ihsan Haddad        | 5 de febrero de 1994 (24 años)    | 45   | 3     | Al-Faisaly        |

## Grupo C

### Corea del Sur
Entrenador:  Paulo Bento
La plantilla final se anunció el 20 de diciembre de 2018. Na Sang-ho fue sustituido por Lee Seung-woo el 6 de enero de 2019 debido a una lesión.
| No. | Pos. | Jugador               | Fecha de nacimiento (edad)         | Apa. | Goles | Club                    |
| --- | ---- | --------------------- | ---------------------------------- | ---- | ----- | ----------------------- |
| 1   | POR  | Kim Seung-gyu         | 30 de septiembre de 1990 (28 años) | 36   | 0     | Vissel Kobe             |
| 2   | DEF  | Lee Yong              | 24 de diciembre de 1986 (32 años)  | 37   | 0     | Jeonbuk Hyundai Motors  |
| 3   | DEF  | Kim Jin-su            | 13 de junio de 1992 (26 años)      | 34   | 0     | Jeonbuk Hyundai Motors  |
| 4   | DEF  | Kim Min-jae           | 15 de noviembre de 1996 (22 años)  | 11   | 0     | Jeonbuk Hyundai Motors  |
| 5   | MED  | Jung Woo-young        | 14 de diciembre de 1989 (29 años)  | 37   | 2     | Al-Sadd                 |
| 6   | MED  | Hwang In-beom         | 20 de septiembre de 1996 (22 años) | 6    | 1     | Daejeon Citizen         |
| 7   | MED  | Son Heung-min capitán | 8 de julio de 1992 (26 años)       | 74   | 23    | Tottenham Hotspur       |
| 8   | MED  | Ju Se-jong            | 30 de octubre de 1990 (28 años)    | 15   | 1     | Asan Mugunghwa          |
| 9   | DEL  | Ji Dong-won           | 28 de mayo de 1991 (27 años)       | 49   | 11    | FC Augsburg             |
| 10  | MED  | Lee Jae-sung          | 10 de agosto de 1992 (26 años)     | 40   | 7     | Holstein Kiel           |
| 11  | MED  | Hwang Hee-chan        | 26 de enero de 1996 (22 años)      | 20   | 2     | Hamburger SV            |
| 12  | MED  | Lee Seung-woo         | 1 de junio de 1998 (20 años)       | 7    | 0     | Hellas Verona           |
| 13  | MED  | Koo Ja-cheol          | 27 de febrero de 1989 (29 años)    | 71   | 19    | FC Augsburg             |
| 14  | DEF  | Hong Chul             | 17 de septiembre de 1990 (28 años) | 22   | 0     | Suwon Samsung Bluewings |
| 15  | DEF  | Jung Seung-hyun       | 3 de abril de 1994 (24 años)       | 8    | 0     | Kashima Antlers         |
| 16  | MED  | Ki Sung-yueng         | 24 de enero de 1989 (29 años)      | 108  | 10    | Newcastle United        |
| 17  | MED  | Lee Chung-yong        | 2 de julio de 1988 (30 años)       | 81   | 8     | VfL Bochum              |
| 18  | DEL  | Hwang Ui-jo           | 28 de agosto de 1992 (26 años)     | 17   | 4     | Gamba Osaka             |
| 19  | DEF  | Kim Young-gwon        | 27 de febrero de 1990 (28 años)    | 62   | 3     | Guangzhou Evergrande    |
| 20  | DEF  | Kwon Kyung-won        | 31 de enero de 1992 (26 años)      | 6    | 1     | Tianjin Quanjian        |
| 21  | POR  | Kim Jin-hyeon         | 6 de julio de 1987 (31 años)       | 16   | 0     | Cerezo Osaka            |
| 22  | DEF  | Kim Moon-hwan         | 1 de agosto de 1995 (23 años)      | 3    | 0     | Busan IPark             |
| 23  | POR  | Jo Hyeon-woo          | 25 de septiembre de 1991 (27 años) | 11   | 0     | Daegu FC                |

### China
Entrenador:  Marcello Lippi
La plantilla provisional de 25 jugadores fue anunciada el 17 de diciembre de 2018. La plantilla fue reducida a 24 jugadores el 26 de diciembre después de que Li Xuepeng fuera excluido por lesión. La plantilla final se anunció el 27 de diciembre de 2018. Guo Quanbo fue reemplazado por Zhang Lu el 5 de enero de 2019 tras recuperarse Zhang de su lesión.[31]
| No. | Pos. | Jugador           | Fecha de nacimiento (edad)        | Apa. | Goles | Club                 |
| --- | ---- | ----------------- | --------------------------------- | ---- | ----- | -------------------- |
| 1   | POR  | Yan Junling       | 28 de enero de 1991 (27 años)     | 15   | 0     | Shanghái SIPG        |
| 2   | DEF  | Liu Yiming        | 28 de febrero de 1995 (23 años)   | 9    | 0     | Tianjin Quanjian     |
| 3   | DEF  | Yu Yang           | 6 de agosto de 1989 (29 años)     | 13   | 0     | Beijing Guoan        |
| 4   | DEF  | Shi Ke            | 8 de enero de 1993 (25 años)      | 2    | 0     | Shanghái SIPG        |
| 5   | DEF  | Zhang Linpeng     | 9 de mayo de 1989 (29 años)       | 66   | 5     | Guangzhou Evergrande |
| 6   | DEF  | Feng Xiaoting     | 22 de octubre de 1985 (33 años)   | 70   | 1     | Guangzhou Evergrande |
| 7   | DEL  | Wu Lei            | 19 de noviembre de 1991 (27 años) | 57   | 12    | Shanghái SIPG        |
| 8   | MED  | Zhao Xuri         | 3 de diciembre de 1985 (33 años)  | 81   | 2     | Tianjin Quanjian     |
| 9   | DEL  | Xiao Zhi          | 28 de mayo de 1985 (33 años)      | 13   | 2     | Guangzhou R&F        |
| 10  | MED  | Zheng Zhi capitán | 20 de agosto de 1980 (38 años)    | 102  | 15    | Guangzhou Evergrande |
| 11  | MED  | Hao Junmin        | 24 de marzo de 1987 (31 años)     | 67   | 12    | Shandong Luneng      |
| 12  | POR  | Zhang Lu          | 9 de junio de 1987 (31 años)      | 0    | 0     | Tianjin Quanjian     |
| 13  | MED  | Chi Zhongguo      | 26 de octubre de 1989 (29 años)   | 6    | 0     | Beijing Guoan        |
| 14  | DEL  | Wei Shihao        | 8 de abril de 1995 (23 años)      | 7    | 2     | Beijing Guoan        |
| 15  | MED  | Wu Xi             | 19 de febrero de 1989 (29 años)   | 53   | 3     | Jiangsu Suning       |
| 16  | MED  | Jin Jingdao       | 18 de noviembre de 1992 (26 años) | 5    | 0     | Shandong Luneng      |
| 17  | DEF  | Zhang Chengdong   | 9 de febrero de 1989 (29 años)    | 27   | 0     | Hebei China          |
| 18  | DEL  | Gao Lin           | 14 de febrero de 1986 (32 años)   | 103  | 21    | Guangzhou Evergrande |
| 19  | DEF  | Liu Yang          | 17 de junio de 1995 (23 años)     | 0    | 0     | Shandong Luneng      |
| 20  | MED  | Yu Hanchao        | 25 de febrero de 1987 (31 años)   | 56   | 9     | Guangzhou Evergrande |
| 21  | MED  | Piao Cheng        | 21 de agosto de 1989 (29 años)    | 3    | 0     | Beijing Guoan        |
| 22  | DEL  | Yu Dabao          | 18 de abril de 1988 (30 años)     | 50   | 17    | Beijing Guoan        |
| 23  | POR  | Wang Dalei        | 10 de enero de 1989 (29 años)     | 26   | 0     | Shandong Luneng      |

### Kirguizistán
Entrenador:  Aleksandr Krestinin
La plantilla provisional de 35 jugadores fue anunciada el 3 de diciembre de 2018. La plantilla final se anunció el 27 de diciembre de 2018. Viktor Maier fue sustituido por Pavel Sidorenko el 2 de enero de 2019 debido a una lesión.[34]
| No. | Pos. | Jugador                | Fecha de nacimiento (edad)           | Apa. | Goles | Club                |
| --- | ---- | ---------------------- | ------------------------------------ | ---- | ----- | ------------------- |
| 1   | POR  | Pavel Matyash          | 1987 de julio de 11 (2007 años)      | 37   | 0     | Sin equipo          |
| 2   | DEF  | Valery Kichin          | 1992 de octubre de 12 (2006 años)    | 25   | 1     | Yenisey Krasnoyarsk |
| 3   | DEF  | Tamirlan Kozubaev      | 1994 de julio de 1 (2017 años)       | 16   | 1     | Dordoi Bishkek      |
| 4   | DEF  | Mustafa Iusupov        | 1995 de julio de 1 (2017 años)       | 6    | 0     | Dordoi Bishkek      |
| 5   | DEF  | Aizar Akmatov          | 1998 de agosto de 24 (1994 años)     | 4    | 0     | Alga Bishkek        |
| 6   | MED  | Pavel Sidorenko        | 26 de marzo de 1987 (31 años)        | 27   | 0     | Dordoi Bishkek      |
| 7   | MED  | Tursunali Rustamov     | 1990 de enero de 31 (1987 años)      | 11   | 2     | Alga Bishkek        |
| 8   | MED  | Aziz Sydykov           | 1992 de junio de 23 (1995 años)      | 25   | 1     | Dordoi Bishkek      |
| 9   | MED  | Edgar Bernhardt        | 1986 de marzo de 30 (1988 años)      | 27   | 1     | GKS Tychy           |
| 10  | DEL  | Mirlan Murzaev         | 1990 de marzo de 29 (1989 años)      | 35   | 8     | Somaspor Kulübü     |
| 11  | MED  | Bekzhan Sagynbaev      | 1994 de septiembre de 11 (2007 años) | 8    | 3     | Dordoi Bishkek      |
| 12  | MED  | Odiljon Abdurakhmanov  | 1996 de marzo de 18 (2000 años)      | 7    | 0     | FC Alay             |
| 13  | POR  | Kutman Kadyrbekov      | 1997 de junio de 13 (2005 años)      | 0    | 0     | Dordoi Bishkek      |
| 14  | DEL  | Ernist Batyrkanov      | 1998 de febrero de 21 (1997 años)    | 5    | 0     | Dordoi Bishkek      |
| 15  | MED  | Murolimzhon Akhmedov   | 1992 de enero de 5 (2013 años)       | 7    | 0     | Dordoi Bishkek      |
| 16  | POR  | Valery Kashuba         | 1984 de septiembre de 14 (2004 años) | 23   | 0     | Dordoi Bishkek      |
| 17  | DEF  | Daniel Tagoe           | 1986 de marzo de 3 (2015 años)       | 19   | 0     | Chittagong Abahani  |
| 18  | MED  | Kairat Zhyrgalbek Uulu | 1993 de junio de 13 (2005 años)      | 31   | 2     | Dordoi Bishkek      |
| 19  | DEL  | Vitalij Lux            | 1989 de febrero de 27 (1991 años)    | 22   | 5     | SSV Ulm             |
| 20  | MED  | Bakhtiyar Duyshobekov  | 1995 de junio de 3 (2015 años)       | 23   | 1     | Bashundhara Kings   |
| 21  | MED  | Farhat Musabekov       | 1994 de enero de 3 (2015 años)       | 26   | 0     | Dordoi Bishkek      |
| 22  | MED  | Anton Zemlianukhin     | 1990 de diciembre de 11 (2007 años)  | 26   | 12    | Ilbirs Bishkek      |
| 23  | MED  | Akhlidin Israilov      | 1994 de septiembre de 16 (2002 años) | 20   | 2     | Sin equipo          |

### Filipinas
Entrenador:  Sven-Göran Eriksson
La plantilla final se anunció el 27 de diciembre de 2018. Paul Mulders fue reemplazado por Amani Aguinaldo el 6 de enero de 2019. 
| No. | Pos. | Jugador                   | Fecha de nacimiento (edad)           | Apa. | Goles | Club                  |
| --- | ---- | ------------------------- | ------------------------------------ | ---- | ----- | --------------------- |
| 1   | POR  | Nathanael Villanueva      | 1995 de octubre de 25 (1993 años)    | 0    | 0     | Kaya FC-Iloilo        |
| 2   | DEF  | Álvaro Silva              | 1984 de marzo de 30 (1988 años)      | 8    | 0     | Kedah                 |
| 3   | DEF  | Carli de Murga            | 1988 de noviembre de 30 (1988 años)  | 38   | 4     | Ceres–Negros          |
| 4   | MED  | John-Patrick Strauß       | 1996 de enero de 28 (1990 años)      | 5    | 0     | Erzgebirge Aue        |
| 5   | DEL  | Mike Ott                  | 1995 de marzo de 2 (2016 años)       | 16   | 2     | Ceres–Negros          |
| 6   | MED  | Luke Woodland             | 1995 de julio de 21 (1997 años)      | 14   | 0     | Suphanburi            |
| 7   | MED  | Iain Ramsay               | 1988 de febrero de 27 (1991 años)    | 28   | 4     | Sukhothai             |
| 8   | MED  | Manuel Ott                | 1992 de mayo de 6 (2012 años)        | 47   | 4     | Ceres–Negros          |
| 9   | DEL  | Jovin Bedic               | 1990 de junio de 8 (2010 años)       | 9    | 2     | Kaya FC-Iloilo        |
| 10  | DEL  | Phil Younghusband capitán | 1987 de agosto de 4 (2014 años)      | 105  | 52    | Davao Aguilas         |
| 11  | DEF  | Daisuke Sato              | 1994 de septiembre de 20 (1998 años) | 40   | 3     | Sepsi Sfântu Gheorghe |
| 12  | DEF  | Stephan Palla             | 1989 de mayo de 15 (2003 años)       | 10   | 0     | Buriram United        |
| 13  | MED  | Adam Tull                 | 1991 de mayo de 8 (2010 años)        | 7    | 0     | Davao Aguilas         |
| 14  | MED  | Kevin Ingreso             | 1993 de febrero de 10 (2008 años)    | 24   | 3     | Ceres–Negros          |
| 15  | POR  | Michael Falkesgaard       | 1991 de abril de 9 (2009 años)       | 6    | 0     | Bangkok United        |
| 16  | POR  | Kevin Ray Hansen          | 1994 de septiembre de 29 (1989 años) | 0    | 0     | Horsens               |
| 17  | MED  | Stephan Schröck           | 1986 de agosto de 21 (1997 años)     | 35   | 4     | Ceres–Negros          |
| 18  | DEL  | Patrick Reichelt          | 1988 de junio de 5 (2013 años)       | 51   | 9     | Ceres–Negros          |
| 19  | DEL  | Curt Dizon                | 1994 de febrero de 4 (2014 años)     | 13   | 1     | Ceres–Negros          |
| 20  | DEL  | Javier Patiño             | 1988 de febrero de 14 (2004 años)    | 14   | 6     | Buriram United        |
| 21  | MED  | Miguel Tanton             | 1989 de julio de 5 (2013 años)       | 1    | 0     | Ceres–Negros          |
| 22  | DEF  | Amani Aguinaldo           | 24 de abril de 1995 (23 años)        | 31   | 0     | Ceres–Negros          |
| 23  | MED  | James Younghusband        | 1986 de septiembre de 4 (2014 años)  | 96   | 12    | Davao Aguilas         |

## Grupo D

### Irán
Entrenador:  Carlos Queiroz
La plantilla provisional de 35 jugadores fue anunciada el 10 de diciembre de 2018. La plantilla fue reducida a 34 jugadores el 25 de diciembre después de que Saeid Ezatolahi fuera excluido por lesión. La plantilla final se anunció el 26 de diciembre de 2018.
| No. | Pos. | Jugador                | Fecha de nacimiento (edad)           | Apa. | Goles | Club                   |
| --- | ---- | ---------------------- | ------------------------------------ | ---- | ----- | ---------------------- |
| 1   | POR  | Alireza Beiranvand     | 1992 de septiembre de 21 (1997 años) | 26   | 0     | Persépolis             |
| 2   | DEF  | Vouria Ghafouri        | 1987 de septiembre de 20 (1998 años) | 22   | 0     | Esteghlal              |
| 3   | DEF  | Ehsan Hajsafi          | 1990 de febrero de 25 (1993 años)    | 100  | 6     | Tractor Sazi           |
| 4   | DEF  | Rouzbeh Cheshmi        | 1993 de julio de 24 (1994 años)      | 13   | 1     | Esteghlal              |
| 5   | DEF  | Milad Mohammadi        | 1993 de septiembre de 29 (1989 años) | 23   | 0     | Akhmat Grozny          |
| 6   | MED  | Ahmad Nourollahi       | 1993 de enero de 2 (2016 años)       | 1    | 0     | Persépolis             |
| 7   | MED  | Masoud Shojaei capitán | 1984 de junio de 9 (2009 años)       | 79   | 8     | Tractor Sazi           |
| 8   | DEF  | Morteza Pouraliganji   | 1992 de abril de 19 (1999 años)      | 31   | 2     | Eupen                  |
| 9   | MED  | Omid Ebrahimi          | 1987 de septiembre de 16 (2002 años) | 37   | 0     | Al-Ahli                |
| 10  | DEL  | Karim Ansarifard       | 1990 de abril de 3 (2015 años)       | 68   | 18    | Nottingham Forest      |
| 11  | MED  | Vahid Amiri            | 1988 de abril de 2 (2016 años)       | 41   | 1     | Trabzonspor            |
| 12  | POR  | Amir Abedzadeh         | 1993 de abril de 26 (1992 años)      | 3    | 0     | Marítimo               |
| 13  | DEF  | Hossein Kanaanizadegan | 1994 de marzo de 23 (1995 años)      | 5    | 0     | Machine Sazi           |
| 14  | MED  | Saman Ghoddos          | 1993 de septiembre de 6 (2012 años)  | 14   | 1     | Amiens                 |
| 15  | DEF  | Pejman Montazeri       | 1983 de septiembre de 6 (2012 años)  | 47   | 2     | Esteghlal              |
| 16  | MED  | Mehdi Torabi           | 1994 de septiembre de 10 (2008 años) | 21   | 6     | Persépolis             |
| 17  | DEL  | Mehdi Taremi           | 1992 de julio de 18 (2000 años)      | 33   | 11    | Al-Gharafa             |
| 18  | MED  | Alireza Jahanbakhsh    | 1993 de agosto de 11 (2007 años)     | 43   | 5     | Brighton & Hove Albion |
| 19  | DEF  | Majid Hosseini         | 1996 de junio de 20 (1998 años)      | 6    | 0     | Trabzonspor            |
| 20  | DEL  | Sardar Azmoun          | 1995 de enero de 1 (2017 años)       | 38   | 23    | Rubin Kazan            |
| 21  | MED  | Ashkan Dejagah         | 1986 de julio de 5 (2013 años)       | 49   | 9     | Tractor Sazi           |
| 22  | POR  | Payam Niazmand         | 1995 de abril de 6 (2012 años)       | 0    | 0     | Sepahan                |
| 23  | DEF  | Ramin Rezaeian         | 1990 de marzo de 21 (1997 años)      | 33   | 2     | Al-Shahania            |

### Irak
Entrenador:  Srečko Katanec
La plantilla provisional de 27 jugadores fue anunciada el 4 de diciembre de 2018. La plantilla final se anunció el 27 de diciembre de 2018. El 30 de diciembre de 2018, Mahdi Kamel fue sustituido por Mohammed Dawood.
| No. | Pos. | Jugador                 | Fecha de nacimiento (edad)          | Apa. | Goles | Club              |
| --- | ---- | ----------------------- | ----------------------------------- | ---- | ----- | ----------------- |
| 1   | POR  | Jalal Hassan            | 1991 de mayo de 18 (2000 años)      | 39   | 0     | Al-Zawraa         |
| 2   | DEF  | Ahmad Ibrahim           | 1992 de febrero de 25 (1993 años)   | 79   | 2     | Al-Arabi          |
| 3   | DEF  | Frans Dhia Putros       | 1993 de julio de 14 (2004 años)     | 2    | 0     | Hobro IK          |
| 4   | DEF  | Saad Natiq              | 1994 de marzo de 19 (1999 años)     | 11   | 0     | Al-Quwa Al-Jawiya |
| 5   | DEF  | Ali Faez                | 1994 de septiembre de 9 (2009 años) | 21   | 3     | Al-Kharaitiyat    |
| 6   | DEF  | Ali Adnan               | 1993 de diciembre de 19 (1999 años) | 60   | 3     | Atalanta          |
| 7   | MED  | Safaa Hadi              | 1998 de octubre de 14 (2004 años)   | 4    | 0     | Al-Zawraa         |
| 8   | MED  | Osama Rashid            | 1992 de enero de 17 (2001 años)     | 20   | 0     | Santa Clara       |
| 9   | MED  | Ahmed Yasin             | 1991 de abril de 22 (1996 años)     | 58   | 6     | Al-Khor           |
| 10  | DEL  | Mohanad Ali             | 2000 de junio de 20 (1998 años)     | 9    | 5     | Al-Shorta         |
| 11  | MED  | Humam Tariq             | 1996 de febrero de 10 (2008 años)   | 48   | 1     | Esteghlal         |
| 12  | POR  | Mohammed Gassid capitán | 1986 de diciembre de 10 (2008 años) | 68   | 0     | Al-Quwa Al-Jawiya |
| 13  | MED  | Bashar Resan            | 1996 de diciembre de 22 (1996 años) | 18   | 0     | Persépolis        |
| 14  | MED  | Amjad Attwan            | 1997 de marzo de 12 (2006 años)     | 28   | 0     | Al-Shorta         |
| 15  | MED  | Ali Husni               | 1994 de mayo de 23 (1995 años)      | 24   | 3     | Al-Quwa Al-Jawiya |
| 16  | MED  | Hussein Ali             | 1996 de noviembre de 29 (1989 años) | 17   | 1     | Qatar SC          |
| 17  | DEF  | Alaa Ali Mhawi          | 1996 de junio de 3 (2015 años)      | 20   | 0     | Al-Shorta         |
| 18  | DEL  | Ayman Hussein           | 1996 de marzo de 22 (1996 años)     | 22   | 1     | CS Sfaxien        |
| 19  | DEL  | Mohammed Dawood         | 22 de noviembre de 2000 (18 años)   | 2    | 0     | Al-Naft           |
| 20  | POR  | Mohammed Hameed         | 1993 de enero de 24 (1994 años)     | 23   | 0     | Al-Shorta         |
| 21  | DEL  | Alaa Abbas              | 1997 de julio de 27 (1991 años)     | 0    | 0     | Al-Zawraa         |
| 22  | DEF  | Rebin Sulaka            | 1992 de abril de 12 (2006 años)     | 15   | 0     | Al-Khor           |
| 23  | DEF  | Waleed Salim            | 1992 de enero de 5 (2013 años)      | 47   | 1     | Al-Shorta         |

### Vietnam
Entrenador:  Park Hang-seo
La plantilla provisional de 27 jugadores fue anunciada el 18 de diciembre de 2018. El 25 de diciembre de 2018, Lục Xuân Hưng fue reemplazado por Hồ Tấn Tài debido a una lesión. El 26 de diciembre de 2018 la plantilla fue reducida a 24 jugadores. La plantilla final se anunció el 27 de diciembre de 2018.
| No. | Pos. | Jugador               | Fecha de nacimiento (edad)           | Apa. | Goles | Club                |
| --- | ---- | --------------------- | ------------------------------------ | ---- | ----- | ------------------- |
| 1   | POR  | Bùi Tiến Dũng         | 1997 de febrero de 28 (1990 años)    | 0    | 0     | FLC Thanh Hóa       |
| 2   | DEF  | Đỗ Duy Mạnh           | 1996 de septiembre de 29 (1989 años) | 15   | 0     | Hà Nội              |
| 3   | DEF  | Quế Ngọc Hải capitán  | 1993 de mayo de 15 (2003 años)       | 35   | 1     | Sông Lam Nghệ An    |
| 4   | DEF  | Bùi Tiến Dũng         | 1995 de octubre de 2 (2016 años)     | 11   | 0     | Viettel             |
| 5   | DEF  | Đoàn Văn Hậu          | 1999 de abril de 19 (1999 años)      | 10   | 0     | Hà Nội              |
| 6   | MED  | Lương Xuân Trường     | 1995 de abril de 28 (1990 años)      | 23   | 1     | Hoàng Anh Gia Lai   |
| 7   | MED  | Nguyễn Huy Hùng       | 1992 de marzo de 2 (2016 años)       | 19   | 2     | Quảng Nam           |
| 8   | MED  | Nguyễn Trọng Hoàng    | 1989 de abril de 14 (2004 años)      | 57   | 12    | FLC Thanh Hóa       |
| 9   | DEL  | Nguyễn Văn Toàn       | 1996 de abril de 12 (2006 años)      | 18   | 4     | Hoàng Anh Gia Lai   |
| 10  | DEL  | Nguyễn Công Phượng    | 1995 de enero de 21 (1997 años)      | 25   | 6     | Hoàng Anh Gia Lai   |
| 11  | DEL  | Ngân Văn Đại          | 1992 de febrero de 9 (2009 años)     | 0    | 0     | Hà Nội              |
| 12  | DEF  | Nguyễn Phong Hồng Duy | 1996 de junio de 13 (2005 años)      | 3    | 0     | Hoàng Anh Gia Lai   |
| 13  | POR  | Nguyễn Tuấn Mạnh      | 1990 de julio de 21 (1997 años)      | 11   | 0     | Sanna Khánh Hòa BVN |
| 14  | MED  | Trần Minh Vương       | 1995 de marzo de 28 (1990 años)      | 0    | 0     | Hoàng Anh Gia Lai   |
| 15  | MED  | Phạm Đức Huy          | 1995 de enero de 20 (1998 años)      | 5    | 1     | Hà Nội              |
| 16  | MED  | Đỗ Hùng Dũng          | 1993 de septiembre de 8 (2010 años)  | 7    | 0     | Hà Nội              |
| 17  | DEF  | Hồ Tấn Tài            | 1997 de noviembre de 6 (2012 años)   | 0    | 0     | Becamex Bình Dương  |
| 18  | DEL  | Hà Đức Chinh          | 1997 de septiembre de 22 (1996 años) | 3    | 0     | SHB Đà Nẵng         |
| 19  | MED  | Nguyễn Quang Hải      | 1997 de abril de 12 (2006 años)      | 12   | 4     | Hà Nội              |
| 20  | DEL  | Phan Văn Đức          | 1996 de abril de 11 (2007 años)      | 9    | 2     | Sông Lam Nghệ An    |
| 21  | DEF  | Nguyễn Thành Chung    | 1997 de septiembre de 8 (2010 años)  | 0    | 0     | Hà Nội              |
| 22  | DEL  | Nguyễn Tiến Linh      | 1997 de octubre de 20 (1998 años)    | 4    | 1     | Becamex Bình Dương  |
| 23  | POR  | Đặng Văn Lâm          | 1993 de agosto de 13 (2005 años)     | 11   | 0     | Hải Phòng           |

### Yemen
Entrenador:  Ján Kocian
La plantilla provisional de 35 jugadores fue anunciada el 4 de diciembre de 2018. La plantilla final se anunció el 27 de diciembre de 2018.
| No. | Pos. | Jugador                     | Fecha de nacimiento (edad)         | Apa. | Goles | Club           |
| --- | ---- | --------------------------- | ---------------------------------- | ---- | ----- | -------------- |
| 1   | POR  | Mohammed Ayash              | 1986 de marzo de 6 (2012 años)     | 60   | 0     | Erbil          |
| 2   | DEF  | Rami Ali Al-Wasmani         | 1997 de febrero de 1 (2017 años)   | 0    | 0     | Al-Ahli Sana'a |
| 3   | DEF  | Mohammed Fuaad Omar capitán | 1989 de marzo de 13 (2005 años)    | 30   | 4     | Muaither       |
| 4   | DEF  | Mudir Al-Radaei             | 1993 de enero de 1 (2017 años)     | 27   | 1     | Al-Arabi       |
| 5   | DEF  | Abdulaziz Al-Gumaei         | 1990 de enero de 8 (2010 años)     | 20   | 0     | Al-Mesaimeer   |
| 6   | MED  | Ahmed Saeed Abdulrab        | 1994 de abril de 27 (1991 años)    | 10   | 0     | Al-Wehda Aden  |
| 7   | DEL  | Ahmed Al-Sarori             | 1998 de agosto de 9 (2009 años)    | 9    | 3     | Al-Markhiya    |
| 8   | MED  | Wahid Al Khyat              | 1986 de enero de 1 (2017 años)     | 23   | 0     | Al-Ahli Sana'a |
| 9   | MED  | Ala Al-Sasi                 | 1987 de julio de 2 (2016 años)     | 87   | 14    | Al-Sailiya     |
| 10  | DEL  | Ahmed Nabil Dhabaan         | 1994 de julio de 9 (2009 años)     | 10   | 0     | Dibba Club     |
| 11  | DEL  | Abdulwasea Al-Matari        | 1994 de julio de 4 (2014 años)     | 26   | 7     | Dibba Al-Hisn  |
| 12  | DEL  | Mohammed Al-Huthaifi        | 2000 de febrero de 1 (2017 años)   | 31   | 0     | Al Kharaitiyat |
| 13  | DEF  | Ala Addin Mahdi             | 1996 de enero de 1 (2017 años)     | 16   | 0     | Al-Rustaq      |
| 14  | DEL  | Ali Hafeedh                 | 1997 de febrero de 21 (1997 años)  | 2    | 0     | Al-Wehda Aden  |
| 15  | DEF  | Ammar Hamsan                | 1994 de noviembre de 5 (2013 años) | 20   | 0     | Qatar SC       |
| 16  | DEL  | Salem Al-Omzae              | 1992 de enero de 1 (2017 años)     | 4    | 0     | Al-Tilal       |
| 17  | MED  | Hussein Ahmed Al-Ghazi      | 1990 de mayo de 7 (2011 años)      | 35   | 0     | Al-Wakrah      |
| 18  | DEL  | Ahmed Abdullah Alos         | 1994 de abril de 3 (2015 años)     | 20   | 0     | Al-Wehda Aden  |
| 19  | DEF  | Mohammed Boqshan            | 1994 de marzo de 10 (2008 años)    | 25   | 3     | Al-Khor        |
| 20  | DEL  | Emad Mansoor Tawfik         | 1992 de abril de 15 (2003 años)    | 10   | 1     | Bidiyah Club   |
| 21  | DEL  | Mohammed Ba Rowis           | 1988 de diciembre de 4 (2014 años) | 21   | 1     | Al-Wehda Aden  |
| 22  | POR  | Salem Al-Harsh              | 1998 de octubre de 7 (2011 años)   | 2    | 0     | Al-Wehda Aden  |
| 23  | POR  | Saoud Abdullah Al-Sowadi    | 1988 de abril de 10 (2008 años)    | 43   | 0     | Al-Saqr        |

## Grupo E

### Arabia Saudita
Entrenador:  Juan Antonio Pizzi
La plantilla final se anunció el 20 de diciembre de 2018. Salman Al-Faraj fue sustituido por Nooh Al-Mousa el 6 de enero de 2019 debido a una lesión. Abdullah Al-Khaibari fue reemplazado por Sultan Al-Ghanam el 7 de enero de 2019 debido a una lesión.
| No. | Pos. | Jugador              | Fecha de nacimiento (edad)           | Apa. | Goles | Club       |
| --- | ---- | -------------------- | ------------------------------------ | ---- | ----- | ---------- |
| 1   | POR  | Waleed Abdullah      | 1986 de abril de 19 (1999 años)      | 72   | 0     | Al-Nassr   |
| 2   | DEF  | Mohammed Al-Breik    | 1992 de septiembre de 15 (2003 años) | 17   | 1     | Al-Hilal   |
| 3   | DEF  | Abdulelah Al-Amri    | 1997 de enero de 15 (2003 años)      | 0    | 0     | Al-Wehda   |
| 4   | DEF  | Ali Al-Bulaihi       | 1989 de noviembre de 21 (1997 años)  | 10   | 0     | Al-Hilal   |
| 5   | DEF  | Omar Hawsawi capitán | 1985 de septiembre de 27 (1991 años) | 51   | 3     | Al-Nassr   |
| 6   | MED  | Ayman Al-Khulaif     | 1997 de mayo de 22 (1996 años)       | 1    | 0     | Al-Ahli    |
| 7   | MED  | Nooh Al-Mousa        | 23 de febrero de 1991 (27 años)      | 6    | 0     | Al-Ahli    |
| 8   | MED  | Yahya Al-Shehri      | 1990 de junio de 26 (1992 años)      | 66   | 8     | Al-Nassr   |
| 9   | DEL  | Mohammed Al-Saiari   | 1993 de mayo de 2 (2016 años)        | 0    | 0     | Al-Hazem   |
| 10  | MED  | Salem Al-Dawsari     | 1991 de agosto de 19 (1999 años)     | 41   | 7     | Al-Hilal   |
| 11  | MED  | Hattan Bahebri       | 1992 de julio de 16 (2002 años)      | 14   | 0     | Al-Shabab  |
| 12  | DEF  | Hamdan Al-Shamrani   | 1996 de diciembre de 14 (2004 años)  | 0    | 0     | Al-Faisaly |
| 13  | DEF  | Yasser Al-Shahrani   | 1992 de mayo de 25 (1993 años)       | 45   | 0     | Al-Hilal   |
| 14  | MED  | Abdullah Otayf       | 1992 de agosto de 3 (2015 años)      | 25   | 1     | Al-Hilal   |
| 15  | MED  | Ibrahim Ghaleb       | 1990 de septiembre de 28 (1990 años) | 21   | 0     | Al-Nassr   |
| 16  | MED  | Housain Al-Mogahwi   | 1988 de marzo de 24 (1994 años)      | 25   | 1     | Al-Ahli    |
| 17  | DEF  | Sultan Al-Ghanam     | 6 de mayo de 1994 (24 años)          | 1    | 0     | Al-Nassr   |
| 18  | MED  | Abdulrahman Ghareeb  | 1997 de marzo de 31 (1987 años)      | 4    | 1     | Al-Ahli    |
| 19  | MED  | Fahad Al-Muwallad    | 1994 de septiembre de 14 (2004 años) | 51   | 11    | Al-Ittihad |
| 20  | MED  | Abdulaziz Al-Bishi   | 1994 de marzo de 11 (2007 años)      | 4    | 1     | Al-Faisaly |
| 21  | POR  | Mohammed Al-Owais    | 1991 de octubre de 10 (2008 años)    | 13   | 0     | Al-Ahli    |
| 22  | POR  | Mohammed Al-Rubeai   | 1997 de agosto de 14 (2004 años)     | 0    | 0     | Al-Batin   |
| 23  | DEF  | Mohammed Al-Fatil    | 1992 de enero de 4 (2014 años)       | 10   | 0     | Al-Ahli    |

### Catar
Entrenador:  Félix Sánchez
La plantilla provisional de 27 jugadores fue anunciada el 12 de diciembre de 2018. La plantilla final se anunció el 27 de diciembre de 2018. Ahmed Moein fue sustituido por Khaled Mohammed el 3 de enero de 2019 debido a una lesión.
| No. | Pos. | Jugador              | Fecha de nacimiento (edad)           | Apa. | Goles | Club             |
| --- | ---- | -------------------- | ------------------------------------ | ---- | ----- | ---------------- |
| 1   | POR  | Saad Al Sheeb        | 1990 de febrero de 19 (1999 años)    | 43   | 0     | Al-Sadd          |
| 2   | DEF  | Ró-Ró                | 1990 de agosto de 6 (2012 años)      | 34   | 1     | Al-Sadd          |
| 3   | DEF  | Abdelkarim Hassan    | 1993 de agosto de 28 (1990 años)     | 75   | 9     | Al-Sadd          |
| 4   | DEF  | Tarek Salman         | 1997 de diciembre de 5 (2013 años)   | 9    | 0     | Al-Sadd          |
| 5   | MED  | Ahmed Fatehi         | 1993 de enero de 25 (1993 años)      | 6    | 0     | Al-Arabi         |
| 6   | MED  | Abdulaziz Hatem      | 1990 de octubre de 28 (1990 años)    | 47   | 1     | Al-Gharafa       |
| 7   | DEL  | Ahmed Alaaeldin      | 1993 de enero de 31 (1987 años)      | 15   | 0     | Al-Gharafa       |
| 8   | DEF  | Hamid Ismail         | 1987 de septiembre de 12 (2006 años) | 58   | 0     | Al-Sadd          |
| 9   | MED  | Khaled Mohammed      | 7 de junio de 2000 (18 años)         | 0    | 0     | Cultural Leonesa |
| 10  | DEL  | Hassan Al-Haydos     | 1990 de diciembre de 11 (2007 años)  | 109  | 24    | Al-Sadd          |
| 11  | DEL  | Akram Afif           | 1996 de noviembre de 18 (2000 años)  | 36   | 11    | Al-Sadd          |
| 12  | MED  | Karim Boudiaf        | 1990 de septiembre de 16 (2002 años) | 59   | 4     | Al-Duhail        |
| 13  | DEF  | Tameem Al-Muhaza     | 1996 de julio de 21 (1997 años)      | 0    | 0     | Al-Gharafa       |
| 14  | MED  | Salem Al-Hajri       | 1996 de abril de 10 (2008 años)      | 4    | 0     | Al-Sadd          |
| 15  | DEF  | Bassam Hisham        | 1997 de diciembre de 16 (2002 años)  | 10   | 0     | Al-Duhail        |
| 16  | DEF  | Boualem Khoukhi      | 1990 de septiembre de 7 (2011 años)  | 50   | 14    | Al-Sadd          |
| 17  | MED  | Abdelrahman Moustafa | 1997 de abril de 5 (2013 años)       | 1    | 0     | Al-Ahli          |
| 18  | DEF  | Abdulkarim Al-Ali    | 1991 de marzo de 25 (1993 años)      | 16   | 1     | Al-Sailiya       |
| 19  | DEL  | Almoez Ali           | 1996 de agosto de 19 (1999 años)     | 29   | 9     | Al-Duhail        |
| 20  | DEF  | Ali Afif             | 1988 de enero de 20 (1998 años)      | 51   | 9     | Al-Duhail        |
| 21  | POR  | Yousef Hassan        | 1996 de mayo de 24 (1994 años)       | 5    | 0     | Al-Gharafa       |
| 22  | POR  | Mohammed Al-Bakri    | 1997 de marzo de 28 (1990 años)      | 2    | 0     | Al-Khor          |
| 23  | MED  | Assim Madibo         | 1996 de octubre de 22 (1996 años)    | 14   | 0     | Al-Duhail        |

### Líbano
Entrenador:  Miodrag Radulović
La plantilla provisional de 27 jugadores fue anunciada el 18 de diciembre de 2018. La plantilla final se anunció el 26 de diciembre de 2018.
| No. | Pos. | Jugador                | Fecha de nacimiento (edad)           | Apa. | Goles | Club            |
| --- | ---- | ---------------------- | ------------------------------------ | ---- | ----- | --------------- |
| 1   | POR  | Mehdi Khalil           | 1991 de septiembre de 19 (1999 años) | 30   | 0     | Ahed            |
| 2   | DEF  | Kassem El Zein         | 1990 de diciembre de 2 (2016 años)   | 11   | 0     | Nejmeh          |
| 3   | DEF  | Moataz Al Junaidi      | 1986 de enero de 20 (1998 años)      | 42   | 0     | Ansar           |
| 4   | DEF  | Nour Mansour           | 1991 de junio de 14 (2004 años)      | 43   | 2     | Ahed            |
| 5   | MED  | Samir Ayass            | 1990 de diciembre de 24 (1994 años)  | 9    | 1     | Ahed            |
| 6   | DEF  | Joan Oumari            | 1988 de agosto de 19 (1999 años)     | 19   | 2     | Al-Nasr         |
| 7   | DEL  | Hassan Maatouk capitán | 8 de octubre de 1987 (31 años)       | 72   | 19    | Nejmeh          |
| 8   | DEL  | Moni                   | 1989 de marzo de 20 (1998 años)      | 49   | 5     | Ansar           |
| 9   | DEL  | Hilal El-Helwe         | 1994 de noviembre de 24 (1994 años)  | 17   | 3     | Apollon Smyrnis |
| 10  | MED  | Mohamad Haidar         | 1989 de noviembre de 8 (2010 años)   | 54   | 4     | Ahed            |
| 11  | DEF  | Robert Alexander Melki | 1992 de noviembre de 14 (2004 años)  | 1    | 0     | AFC Eskilstuna  |
| 12  | MED  | Adnan Haidar           | 1989 de agosto de 3 (2015 años)      | 30   | 1     | Ansar           |
| 13  | MED  | George Felix Melki     | 1994 de julio de 23 (1995 años)      | 1    | 0     | AFC Eskilstuna  |
| 14  | MED  | Nader Matar            | 1992 de mayo de 12 (2006 años)       | 25   | 0     | Nejmeh          |
| 15  | MED  | Haitham Faour          | 1990 de febrero de 27 (1991 años)    | 56   | 0     | Ahed            |
| 16  | MED  | Shibriko               | 1991 de septiembre de 16 (2002 años) | 1    | 0     | Ansar           |
| 17  | DEF  | Mohamed Zein Tahan     | 1988 de abril de 2 (2016 años)       | 29   | 1     | Safa'           |
| 18  | DEF  | Walid Ismail           | 1984 de noviembre de 11 (2007 años)  | 63   | 1     | Salam Zgharta   |
| 19  | DEF  | Ali Hamam              | 1986 de agosto de 25 (1993 años)     | 50   | 3     | Nejmeh          |
| 20  | DEL  | Rabih Ataya            | 1989 de julio de 16 (2002 años)      | 24   | 4     | Ahed            |
| 21  | POR  | Ahmad Taktouk          | 1994 de septiembre de 29 (1989 años) | 2    | 0     | Safa'           |
| 22  | DEL  | Bassel Jradi           | 1993 de julio de 6 (2012 años)       | 4    | 1     | Hajduk Split    |
| 23  | POR  | Mostafa Matar          | 1995 de septiembre de 10 (2008 años) | 0    | 0     | Salam Zgharta   |

### Corea del Norte
Entrenador: Kim Yong-jun
La plantilla final se anunció el 27 de diciembre de 2018.
| No. | Pos. | Jugador                | Fecha de nacimiento (edad)           | Apa. | Goles | Club           |
| --- | ---- | ---------------------- | ------------------------------------ | ---- | ----- | -------------- |
| 1   | POR  | Ri Myong-guk           | 1986 de septiembre de 9 (2009 años)  | 120  | 0     | Pyongyang City |
| 2   | DEF  | Kim Chol-bom           | 1994 de julio de 16 (2002 años)      | 8    | 0     | April 25       |
| 3   | DEF  | Jang Kuk-chol          | 1994 de febrero de 16 (2002 años)    | 39   | 5     | Hwaebul        |
| 4   | DEF  | Kim Song-gi            | 1988 de octubre de 23 (1995 años)    | 6    | 0     | Fujieda MYFC   |
| 5   | DEF  | An Song-il             | 1992 de noviembre de 30 (1988 años)  | 5    | 0     | April 25       |
| 6   | DEF  | Ri Thong-il            | 1992 de noviembre de 20 (1998 años)  | 1    | 0     | Kigwancha      |
| 7   | DEL  | Han Kwang-song capitán | 11 de septiembre de 1998 (20 años)   | 2    | 0     | Perugia        |
| 8   | DEL  | Ri Hyok-chol           | 1991 de enero de 27 (1991 años)      | 19   | 8     | Rimyongsu      |
| 9   | MED  | Kim Yong-il            | 1994 de julio de 6 (2012 años)       | 10   | 1     | Kigwancha      |
| 10  | DEL  | Pak Kwang-ryong        | 1992 de septiembre de 27 (1991 años) | 34   | 13    | St. Pölten     |
| 11  | DEL  | Jong Il-gwan           | 1992 de octubre de 30 (1988 años)    | 62   | 38    | FC Luzern      |
| 12  | MED  | Kim Kyong-hun          | 1990 de agosto de 11 (2007 años)     | 2    | 0     | Kyonggongop    |
| 13  | DEF  | Sim Hyon-jin           | 1991 de enero de 1 (2017 años)       | 30   | 5     | April 25       |
| 14  | MED  | Kang Kuk-chol          | 1999 de septiembre de 29 (1989 años) | 8    | 0     | Rimyongsu      |
| 15  | MED  | Ri Un-chol             | 1995 de julio de 13 (2005 años)      | 12   | 0     | Sonbong        |
| 16  | MED  | Ri Yong-jik            | 1991 de febrero de 8 (2010 años)     | 14   | 3     | Tokyo Verdy    |
| 17  | DEF  | Ri Chang-ho            | 1990 de enero de 4 (2014 años)       | 5    | 0     | Hwaebul        |
| 18  | POR  | Sin Hyok               | 1992 de julio de 3 (2015 años)       | 1    | 0     | Kigwancha      |
| 19  | DEL  | Rim Kwang-hyok         | 1992 de agosto de 5 (2013 años)      | 6    | 3     | Kigwancha      |
| 20  | MED  | Choe Song-hyok         | 1998 de febrero de 8 (2010 años)     | 0    | 0     | Arezzo         |
| 21  | POR  | Kang Ju-hyok           | 1997 de mayo de 31 (1987 años)       | 1    | 0     | Hwaebul        |
| 22  | MED  | Ri Kum-chol            | 1991 de diciembre de 9 (2009 años)   | 6    | 0     | Wolmido        |
| 23  | DEF  | Ri Il-jin              | 1993 de agosto de 20 (1998 años)     | 5    | 0     | Sobaeksu       |

## Grupo F

### Japón
Entrenador: Hajime Moriyasu
La plantilla final se anunció el 13 de diciembre de 2018. Takuma Asano fue reemplazado por Yoshinori Muto el 19 de diciembre de 2018 debido a una lesión.
| No. | Pos. | Jugador              | Fecha de nacimiento (edad)           | Apa. | Goles | Club                |
| --- | ---- | -------------------- | ------------------------------------ | ---- | ----- | ------------------- |
| 1   | POR  | Masaaki Higashiguchi | 1986 de mayo de 12 (2006 años)       | 7    | 0     | Gamba Osaka         |
| 2   | DEF  | Genta Miura          | 1995 de marzo de 1 (2017 años)       | 5    | 0     | Gamba Osaka         |
| 3   | DEF  | Sei Muroya           | 1994 de abril de 5 (2013 años)       | 4    | 0     | FC Tokyo            |
| 4   | DEF  | Sho Sasaki           | 1989 de octubre de 2 (2016 años)     | 3    | 1     | Sanfrecce Hiroshima |
| 5   | DEF  | Yuto Nagatomo        | 1986 de septiembre de 12 (2006 años) | 110  | 3     | Galatasaray         |
| 6   | MED  | Wataru Endo          | 1993 de febrero de 9 (2009 años)     | 15   | 0     | Sint-Truiden        |
| 7   | MED  | Gaku Shibasaki       | 1992 de mayo de 28 (1990 años)       | 26   | 3     | Getafe              |
| 8   | MED  | Genki Haraguchi      | 1991 de mayo de 9 (2009 años)        | 40   | 8     | Hannover 96         |
| 9   | MED  | Takumi Minamino      | 1995 de enero de 16 (2002 años)      | 7    | 4     | Red Bull Salzburg   |
| 10  | MED  | Shoya Nakajima       | 1994 de agosto de 23 (1995 años)     | 6    | 2     | Portimonense        |
| 11  | DEL  | Koya Kitagawa        | 1996 de julio de 26 (1992 años)      | 3    | 0     | Shimizu S-Pulse     |
| 12  | POR  | Shūichi Gonda        | 1989 de marzo de 3 (2015 años)       | 5    | 0     | Sagan Tosu          |
| 13  | DEL  | Yoshinori Muto       | 1992 de julio de 15 (2003 años)      | 25   | 2     | Newcastle United    |
| 14  | MED  | Junya Ito            | 1993 de marzo de 9 (2009 años)       | 7    | 2     | Kashiwa Reysol      |
| 15  | DEL  | Yūya Ōsako           | 1990 de mayo de 18 (2000 años)       | 37   | 10    | Werder Bremen       |
| 16  | DEF  | Takehiro Tomiyasu    | 1998 de noviembre de 5 (2013 años)   | 2    | 0     | Sint-Truiden        |
| 17  | MED  | Toshihiro Aoyama     | 1986 de febrero de 22 (1996 años)    | 11   | 1     | Sanfrecce Hiroshima |
| 18  | MED  | Hidemasa Morita      | 1995 de mayo de 10 (2008 años)       | 2    | 0     | Kawasaki Frontale   |
| 19  | DEF  | Hiroki Sakai         | 1990 de abril de 12 (2006 años)      | 49   | 1     | Marseille           |
| 20  | DEF  | Tomoaki Makino       | 1987 de mayo de 11 (2007 años)       | 36   | 4     | Urawa Red Diamonds  |
| 21  | MED  | Ritsu Doan           | 1998 de junio de 16 (2002 años)      | 5    | 1     | Groningen           |
| 22  | DEF  | Maya Yoshida capitán | 1988 de agosto de 24 (1994 años)     | 89   | 10    | Southampton         |
| 23  | POR  | Daniel Schmidt       | 1992 de febrero de 3 (2015 años)     | 1    | 0     | Vegalta Sendai      |

### Uzbekistán
Entrenador:  Héctor Cúper
La plantilla provisional de 27 jugadores fue anunciada el 15 de diciembre de 2018. La plantilla final se anunció el 24 de diciembre de 2018.
| No. | Pos. | Jugador               | Fecha de nacimiento (edad)          | Apa. | Goles | Club               |
| --- | ---- | --------------------- | ----------------------------------- | ---- | ----- | ------------------ |
| 1   | POR  | Ignatiy Nesterov      | 1983 de junio de 20 (1998 años)     | 99   | 0     | Lokomotiv Tashkent |
| 2   | DEF  | Akmal Shorakhmedov    | 1986 de mayo de 10 (2008 años)      | 32   | 0     | Pakhtakor Tashkent |
| 3   | DEF  | Dostonbek Tursunov    | 1995 de junio de 13 (2005 años)     | 3    | 0     | Renofa Yamaguchi   |
| 4   | DEF  | Farrukh Sayfiev       | 1991 de enero de 17 (2001 años)     | 15   | 0     | Pakhtakor Tashkent |
| 5   | DEF  | Anzur Ismailov        | 1985 de abril de 21 (1997 años)     | 93   | 2     | Lokomotiv Tashkent |
| 6   | DEF  | Davron Khashimov      | 1992 de noviembre de 24 (1994 años) | 19   | 0     | Navbahor Namangan  |
| 7   | DEL  | Sardor Rashidov       | 1991 de junio de 14 (2004 años)     | 45   | 12    | Lokomotiv Tashkent |
| 8   | MED  | Ikromjon Alibaev      | 1994 de enero de 9 (2009 años)      | 9    | 0     | FC Seoul           |
| 9   | MED  | Odil Ahmedov capitán  | 1987 de noviembre de 25 (1993 años) | 91   | 17    | Shanghái SIPG      |
| 10  | DEL  | Marat Bikmaev         | 1986 de enero de 1 (2017 años)      | 51   | 9     | Lokomotiv Tashkent |
| 11  | MED  | Jaloliddin Masharipov | 1993 de septiembre de 1 (2017 años) | 14   | 1     | Pakhtakor Tashkent |
| 12  | POR  | Sanjar Kuvvatov       | 1990 de enero de 8 (2010 años)      | 0    | 0     | FC Nasaf           |
| 13  | DEF  | Oleg Zoteev           | 1989 de julio de 5 (2013 años)      | 17   | 1     | Lokomotiv Tashkent |
| 14  | MED  | Eldor Shomurodov      | 1995 de junio de 29 (1989 años)     | 28   | 6     | FC Rostov          |
| 15  | DEF  | Egor Krimets          | 1992 de enero de 27 (1991 años)     | 34   | 3     | Pakhtakor Tashkent |
| 16  | MED  | Azizbek Turgunbaev    | 1994 de octubre de 1 (2017 años)    | 4    | 0     | Navbahor Namangan  |
| 17  | MED  | Dostonbek Khamdamov   | 1996 de julio de 24 (1994 años)     | 7    | 0     | Anzhi Makhachkala  |
| 18  | MED  | Fozil Musaev          | 1989 de enero de 2 (2016 años)      | 22   | 0     | Júbilo Iwata       |
| 19  | MED  | Otabek Shukurov       | 1996 de junio de 22 (1996 años)     | 21   | 2     | Al-Sharjah         |
| 20  | DEF  | Islom Tukhtakhodjaev  | 1989 de octubre de 30 (1988 años)   | 60   | 1     | Lokomotiv Tashkent |
| 21  | POR  | Utkir Yusupov         | 1991 de enero de 4 (2014 años)      | 1    | 0     | Kokand 1912        |
| 22  | MED  | Javokhir Sidikov      | 1996 de diciembre de 8 (2010 años)  | 7    | 0     | Kokand 1912        |
| 23  | MED  | Odiljon Hamrobekov    | 1996 de febrero de 13 (2005 años)   | 9    | 0     | FC Nasaf           |

### Omán
Entrenador:  Pim Verbeek
La plantilla provisional de 26 jugadores fue anunciada el 18 de diciembre de 2018. Ali Al-Habsi fue reemplazado por Ammar Al-Rushaidi debido a una lesión el 25 de diciembre de 2018. La plantilla final se anunció el 26 de diciembre de 2018.
| No. | Pos. | Jugador              | Fecha de nacimiento (edad)          | Apa. | Goles | Club         |
| --- | ---- | -------------------- | ----------------------------------- | ---- | ----- | ------------ |
| 1   | POR  | Ammar Al-Rushaidi    | 1998 de febrero de 14 (2004 años)   | 0    | 0     | Al-Suwaiq    |
| 2   | DEF  | Mohammed Al-Musalami | 1990 de abril de 27 (1991 años)     | 77   | 2     | Dhofar       |
| 3   | DEF  | Mohammed Faraj       | 1993 de abril de 26 (1992 años)     | 13   | 0     | Al-Wakrah    |
| 4   | DEL  | Mohamed Khasib       | 1994 de marzo de 24 (1994 años)     | 1    | 0     | Al-Nahda     |
| 5   | DEF  | Mohammed Al-Shiba    | 1989 de agosto de 27 (1991 años)    | 62   | 1     | Al-Nahda     |
| 6   | MED  | Raed Ibrahim Saleh   | 1992 de junio de 9 (2009 años)      | 81   | 5     | Valletta FC  |
| 7   | DEL  | Khalid Al-Hajri      | 1994 de marzo de 10 (2008 años)     | 18   | 11    | Al-Nasr      |
| 8   | MED  | Yaseen Al-Sheyadi    | 1994 de febrero de 5 (2013 años)    | 19   | 0     | Al-Suwaiq    |
| 9   | DEL  | Mohammed Al-Ghassani | 1985 de abril de 1 (2017 años)      | 19   | 3     | Saham Club   |
| 10  | MED  | Mohsin Al-Khaldi     | 1988 de agosto de 16 (2002 años)    | 41   | 6     | Sohar SC     |
| 11  | DEF  | Sa'ad Suhail         | 1987 de septiembre de 6 (2012 años) | 101  | 1     | Al-Nassr     |
| 12  | MED  | Ahmed Kano capitán   | 1985 de febrero de 23 (1995 años)   | 160  | 20    | Al-Mesaimeer |
| 13  | DEF  | Khalid Al-Braiki     | 1993 de julio de 3 (2015 años)      | 4    | 0     | Al-Nasr      |
| 14  | MED  | Ali Al-Jabri         | 1990 de enero de 29 (1989 años)     | 50   | 0     | Al-Nahda     |
| 15  | MED  | Jameel Al-Yahmadi    | 1994 de enero de 4 (2014 años)      | 22   | 2     | Al-Wakrah    |
| 16  | DEL  | Muhsen Al-Ghassani   | 1997 de marzo de 27 (1991 años)     | 9    | 0     | Al-Suwaiq    |
| 17  | DEF  | Ali Al-Busaidi       | 1991 de enero de 21 (1997 años)     | 50   | 1     | Dhofar       |
| 18  | POR  | Faiz Al-Rushaidi     | 1988 de julio de 19 (1999 años)     | 33   | 0     | Al-Ain       |
| 19  | DEF  | Mahmood Al-Mushaifri | 1993 de enero de 14 (2004 años)     | 18   | 0     | Al-Nasr      |
| 20  | MED  | Salaah Al-Yahyaei    | 1994 de enero de 4 (2014 años)      | 8    | 2     | Dhofar       |
| 21  | MED  | Mataz Saleh          | 1996 de mayo de 28 (1990 años)      | 5    | 1     | Dhofar       |
| 22  | POR  | Ahmed Al-Rawahi      | 1994 de mayo de 5 (2013 años)       | 2    | 0     | Al-Nasr      |
| 23  | MED  | Harib Al-Saadi       | 1990 de febrero de 1 (2017 años)    | 23   | 0     | Dhofar       |

### Turkmenistán
Entrenador: Ýazguly Hojageldyýew
La plantilla provisional de 29 jugadores fue anunciada el 20 de diciembre de 2018. La plantilla final se anunció el 27 de diciembre de 2018.
| No. | Pos. | Jugador                | Fecha de nacimiento (edad)           | Apa. | Goles | Club             |
| --- | ---- | ---------------------- | ------------------------------------ | ---- | ----- | ---------------- |
| 1   | POR  | Mammet Orazmuhammedow  | 1986 de diciembre de 20 (1998 años)  | 17   | 0     | Altyn Asyr       |
| 2   | DEF  | Zafar Babajanow        | 1987 de febrero de 9 (2009 años)     | 6    | 0     | Altyn Asyr       |
| 3   | DEF  | Güýçmyrat Annagulyýew  | 1996 de junio de 10 (2008 años)      | 0    | 0     | Ahal FK          |
| 4   | DEF  | Mekan Saparow          | 1994 de abril de 22 (1996 años)      | 18   | 1     | Altyn Asyr       |
| 5   | MED  | Wezirgeldi Ylýasow     | 1992 de enero de 18 (2000 años)      | 0    | 0     | Ahal FK          |
| 6   | DEF  | Gurbangeldi Batyrow    | 1988 de julio de 28 (1990 años)      | 7    | 1     | Altyn Asyr       |
| 7   | MED  | Arslanmyrat Amanow     | 1990 de marzo de 28 (1990 años)      | 35   | 8     | FK Buxoro        |
| 8   | MED  | Ruslan Mingazow        | 1991 de noviembre de 23 (1995 años)  | 20   | 4     | Příbram          |
| 9   | DEL  | Wahyt Orazsähedow      | 1992 de enero de 26 (1992 años)      | 4    | 2     | Altyn Asyr       |
| 10  | DEL  | Süleýman Muhadow       | 1993 de diciembre de 24 (1994 años)  | 18   | 4     | Ahal FK          |
| 11  | DEL  | Myrat Ýagşyýew         | 1992 de enero de 12 (2006 años)      | 5    | 2     | Altyn Asyr       |
| 12  | DEF  | Serdar Annaorazow      | 1990 de junio de 29 (1989 años)      | 29   | 0     | Altyn Asyr       |
| 13  | MED  | Merdan Gurbanow        | 1991 de agosto de 30 (1988 años)     | 4    | 0     | Ahal FK          |
| 14  | MED  | Ilýa Tamurkin          | 1989 de mayo de 9 (2009 años)        | 9    | 0     | Alga Bishkek     |
| 15  | DEL  | Mihail Titow           | 1997 de octubre de 18 (2000 años)    | 0    | 0     | Altyn Asyr       |
| 16  | POR  | Batyr Babaýew          | 1991 de agosto de 21 (1997 años)     | 0    | 0     | Ahal FK          |
| 17  | MED  | Altymyrat Annadurdyýew | 1993 de abril de 13 (2005 años)      | 11   | 3     | Altyn Asyr       |
| 18  | MED  | Serdar Geldiýew        | 1987 de octubre de 1 (2017 años)     | 20   | 0     | Altyn Asyr       |
| 19  | MED  | Ahmet Ataýew           | 1990 de septiembre de 19 (1999 años) | 22   | 0     | Persela Lamongan |
| 20  | MED  | Myrat Annaýew          | 1993 de mayo de 6 (2012 años)        | 4    | 0     | Ahal FK          |
| 21  | MED  | Resul Hojaýew          | 1997 de enero de 7 (2011 años)       | 1    | 1     | Altyn Asyr       |
| 22  | POR  | Nikita Gorbunow        | 1984 de febrero de 14 (2004 años)    | 7    | 0     | Şagadam          |
| 23  | DEF  | Döwran Orazalyýew      | 1993 de octubre de 14 (2004 años)    | 3    | 0     | Ahal FK          |